# فریلند (پایک، ایندیانا)
فریلند (به انگلیسی: Freeland Park) یک منطقهٔ مسکونی در ایالات متحده آمریکا است که در شهرستان بنتون، ایندیانا واقع شده‌است. فریلند ۲۲۰٫۹۸ متر بالاتر از سطح دریا واقع شده‌است.